# 大籔洸太
大籔 洸太（おおやぶ こうた、2001年3月5日 - ）は、ジャパンラグビーリーグワントヨタヴェルブリッツに所属するラグビー選手。

## プロフィール
- 愛知県豊田市出身[1]。
- ポジションはウィング(WTB)、フルバック(FB)。
- 身長 181 cm、体重 90 kg
- 父の正光は元ラグビー選手(元日本代表)[2]。
- U17日本代表に選ばれたことがある[3]。

## 略歴
高校からラグビーを始めた。
2019年、中部大春日丘高校卒業後、帝京大学に入る。なお中部大春日丘高校時代、副将を務めて高校日本代表候補に選ばれたことがある。
2023年、トヨタヴェルブリッツに加入。同年3月、帝京大学卒業。
2024年、パイレーツ・オールドボーイズに派遣予定。